# 아비나답
아비나답(히브리어: אֲבִינָדָב)은 '나의 아버지는 고귀하시다'는 뜻이다. 성경에서는 4명의 이름으로 언급된다.

## 기럇여아림 사람 아비나답
기럇여아림 사람이며, 블레셋에서 되돌아온 여호와의 궤가 자신의 집에 안치되자 20년 동안 언약궤를 지켰다.

## 이새의 아들 아비나답
이새의 둘째아들로 하나님께서 이스라엘 왕으로 택하지 않으신 자이며, 사울 왕의 병사였다.

## 사울 왕의 아들 아비나답
사울 왕의 아들로 블레셋과의 전투인 길보아 산 전투에서 전사하여, 야베스에 장사되었다.

### 가계
- 아버지 - 사울
- 어머니 - 아히노암
- 큰형 - 요나단
- 동생 - 말기수아
- 여동생 - 메랍, 미갈

## 벤아비나답
벤아비나답은 '아비나답의 아들'이라는 뜻으로 솔로몬왕의 딸 다밧의 남편으로 솔로몬의 12지방 관장 중 하나로써 '나봇과 돌' 혹은 '돌'지역을 담당한 사람이다.

## 같이 보기
- 언약궤
- 이새
- 사울
- 이스라엘 왕국